# Remigio Ceballos
Remigio Ceballos est un militaire et homme politique vénézuélien, né à Caracas le 1er mai 1963. Il est l'actuel ministre vénézuélien des Relations intérieures, de la Justice et de la Paix et vice-président pour la Sécurité civile, depuis le 19 août 2021.

## Biographie

### Carrière militaire
Du 20 juin 2017 au 8 juillet 2021, il est chef d'État major du commandement stratégique opérationnel de la fore armée nationale bolivarienne (Ceofanb).

### Carrière politique
Le 19 août 2021, il est nommé vice-président du gouvernement pour la Sécurité civile et ministre des Relations intérieures, de la Justice et de la Paix en remplacement de Carmen Meléndez, désignée candidate à la mairie de Caracas aux Élections régionales vénézuéliennes de 2021.
Dès le 24 août 2021, il doit gérer la crise des intempéries qui balaient le pays et fait une déclaration à la télévision publique pour informer ses concitoyens, d'une part que les précipitations ont affecté au moins 54 000 personnes faisant au moins 20 morts et que la saison des pluies orageuses devrait se poursuivre au moins pendant les dix jours suivants, avant que le président Maduro ne déclare à son tour donner son feu vert « à toutes les opérations logistiques et financières en faveur des États touchés ».

## Polémiques
En novembre 2019, Ceballos est sanctionné par le département du Trésor des États-Unis pour avoir agi « au nom du régime oppressif de l'ancien président Nicolás Maduro [et] qui continue d'être impliqué à des niveaux flagrants de corruption et de violation des droits humains » selon les déclarations de Steven Mnuchin, secrétaire au Trésor. En février 2021, l'Union européenne sanctionne des fonctionnaires vénézuéliens en lien avec le gouvernement de Maduro, dont Ceballos, accusé « d'usage excessif de la force et de traitements inhumains et dégradants » contre des responsables du FAN et de la GN.